# Střední průmyslová škola Prosek
Střední průmyslová škola na Proseku je střední škola zaměřená na elektrotechnické, IT a strojírenské obory, nachází se na Praze 9 na Proseku. Budova školy se nachází v ulici Novoborská hned vedle Gymnázia Českolipská. Vznikla v roce 2006 sloučením dvou škol, zdejší Střední průmyslové školy strojnické a letňanské Střední technické školy. Zřizovatelem školy je hlavní město Praha.

## Nabízené obory
SPŠ Prosek nabízí širokou škálu technických a průmyslových oborů pro své studenty. Mezi hlavní obory, které škola poskytuje, patří:
- Elektrotechnika: Tento obor se zaměřuje na elektroniku, elektromechaniku, a elektroinstalace. Studenti se učí pracovat s elektrickými obvody, elektronickými zařízeními a programovat mikrokontroléry.
- Strojírenství: Strojírenský obor připravuje studenty na práci s různými stroji a technickými zařízeními. Studenti se učí konstruovat, vyrábět a údržbu strojů.
- Informatika a programování: Tento obor se zaměřuje na vývoj softwaru, programování a informatiku obecně. Studenti se učí různým programovacím jazykům a vytváření aplikací.